# Колібрі-жарохвіст
Колі́брі-жарохві́ст (Goldmania bella) — вид серпокрильцеподібних птахів родини колібрієвих (Trochilidae). Мешкає в Панамі і Колумбії.

## Опис
Довжина птаха становить 8,9 см. У самців лоб, тім'я і щоки рудувато-коричневі, верхня частина тіла зелена, металево-блискуча. Нижня частина тіла переважно зелена, блискуча, підборіддя і боки коричнюваті. Пера на гузці формують білі пучки. Хвіст рудувато-коричневий з чорними плямами. Центральні стернові пера зелені. У самиць верхня частина тіла зелена, лоб зелений, обличчя каштанове, нижня частина тіла блідо-коричнева, груди білуваті.

## Поширення і екологія
Колібрі-жарохвости мешкають на сході Панамі (Дар'єн), в горах Серро-Сапо, Серро-Пірре і Серранія-де-Хунгурудо, а також на крайньому північному заході Колумбії, в горах Альто-де-Ніке. Вони живуть в підліску вологих гірських тропічних лісів і на узліссях, на висоті від 600 до 1450 м над рівнем моря. Живляться нектаром квітучих чагарників і невисоких дерев, зокрема з роду Cephaelis. На більшій висоті над рівнем моря їх змінюють золотистоголові колібрі-пухоноги.

## Збереження
МСОП класифікує стан збереження цього виду як близький до загрозливого. Колібрі-жарохвостам може загрожувати знищення природного середовища.